# Doliopsis
Doliopsis är ett släkte av ryggsträngsdjur. Doliopsis ingår i familjen Doliopsidae.
Doliopsis är enda släktet i familjen Doliopsidae.
Kladogram enligt Catalogue of Life:
| Doliopsis | \| \| Doliopsis bahamensis \| \| \| \| \| \| Doliopsis rubescens \| \| \| \| |
|           | \| \| Doliopsis bahamensis \| \| \| \| \| \| Doliopsis rubescens \| \| \| \| |
|           | Doliopsis bahamensis                                                         |
|           |                                                                              |
|           | Doliopsis rubescens                                                          |
|           |                                                                              |